# Port lotniczy Kluż-Napoka
Port lotniczy Kluż-Napoka – międzynarodowy port lotniczy położony 9 km na wschód od Kluż-Napoka. Jest jednym z największych portów lotniczych w Siedmiogrodzie.

## Linie lotnicze i połączenia
| Linia lotnicza                | Kierunek |
| ----------------------------- | --- |
| Aeroexpress Regional          | 1. Budapeszt |
| Air Dolomiti                  | 1. Monachium |
| Corendon Airlines             | Sezonowo: 1. Antalya 2. Gazipaşa (od 5 czerwca 2024) |
| HiSky                         | 1. Bukareszt 2. Dublin 3. Tel Awiw |
| LOT                           | 1. Warszawa-Okęcie |
| Lufthansa                     | 1. Frankfurt (do 29 marca 2024) 2. Monachium |
| Ryanair                       | 1. Bruksela-Charleroi 2. Dublin 3. Mediolan-Bergamo 4. Paryż-Beauvais 5. Londyn-Stansted |
| Swiss International Air Lines | 1. Zurych (od 28 marca 2024) |
| TAROM                         | 1. Bukareszt |
| Turkish Airlines              | 1. Stambuł |
| Wizz Air                      | 1. Alicante 2. Barcelona 3. / Bazylea/Miluza/Fryburg 4. Berlin 5. Birmingham 6. Bolonia 7. Bruksela-Charleroi 8. Castellón (od 17 czerwca 2025) 9. Dortmund 10. Eindhoven 11. Frankfurt-Hahn 12. Leeds/Bradford 13. Londyn-Luton 14. Lyon-Saint-Exupéry 15. Madryt 16. Malaga 17. Malmö 18. Mediolan-Bergamo 19. Memmingen 20. Norymberga 21. Paryż-Beauvais 22. Rzym-Fiumicino (od 31 marca 2024) 23. Saragossa 24. Tel Awiw 25. Walencja Sezonowo: 1. Abu Zabi 2. Antalya (od 1 kwietnia 2024) 3. Bari 4. Chania 5. Katania 6. Korfu 7. Larnaka 8. Liverpool 9. Malta 10. Neapol 11. Nicea 12. Palma de Mallorca 13. Zakintos |

### Czartery
| Linia lotnicza       | Kierunek                                |
| -------------------- | --------------------------------------- |
| HiSky                | Sezonowo: 1. Hurghada 2. Szarm el-Szejk |
| Sky Express (Greece) | Sezonowo: 1. Heraklion 2. Rodos         |